# Dr. M
Dr. M is een Frans-Duits-Italiaanse misdaadfilm uit 1990 onder regie van Claude Chabrol. Het scenario is een nieuwe interpretatie van de Duitse film Dr. Mabuse, der Spieler (1922) van Fritz Lang.

## Verhaal
In het verdeelde Berlijn vinden aan weerskanten van de muur enkele verdachte overlijdens plaats. Aanvankelijk vermoedt luitenant Hartman dat het gaat om zelfmoorden, die toevallig op elkaar lijken. Bij nader onderzoek blijkt dat alle overlijdens verband houden met het zonderlinge vakantiekamp Club Thanatos.

## Rolverdeling
| Acteur            | Personage       |
| ----------------- | --------------- |
| Alan Bates        | Dr. Marsfeldt   |
| Jennifer Beals    | Sonja Vogler    |
| Jan Niklas        | Claus Hartman   |
| Isolde Barth      | Mevrouw Sehr    |
| Andrew McCarthy   | Sluipmoordenaar |
| Hanns Zischler    | Moser           |
| Benoît Régent     | Stieglitz       |
| Alexander Radszun | Engler          |
| Jean Benguigui    | Rolf            |